# Lupinus uncialis
Lupinus uncialis är en ärtväxtart som beskrevs av Sereno Watson. Lupinus uncialis ingår i släktet lupiner, och familjen ärtväxter. Inga underarter finns listade i Catalogue of Life.